# Rebel Heart Tour
Il Rebel Heart Tour è stato il decimo tour di concerti della cantautrice statunitense Madonna, a supporto del suo tredicesimo album in studio Rebel Heart (2015).
Iniziato il 9 settembre 2015 a Montréal, al Bell Centre, si concluse il 20 marzo 2016 a Sydney, all'Allphones Arena, dove fu registrato il DVD che venne distribuito in DVD, Bluray e in CD il 15 settembre 2017.
L'evento fu formalmente annunciato sul sito ufficiale della cantante il 1º marzo 2015 e toccò anche l'Italia con tre spettacoli al Pala Alpitour di Torino il 19, il 21 e il 22 novembre 2015.

## Il tour
L'8 marzo 2015 Madonna presentò il suo nuovo album in studio Rebel Heart in anteprima mondiale in Italia durante la trasmissione Che tempo che fa, ed esibendosi anche sulle note di due suoi inediti, ovvero Devil Pray e Ghosttown. Lo stesso giorno dell'intervista condotta da Fabio Fazio, vengono aperte in tutto il mondo le prevendite per il "Rebel Heart Tour", che partirà il 9 settembre a Montréal. Per promuovere le date della serie di concerti che seguiranno l'uscita dell'album, la cantante italo-americana ha rilasciato numerose interviste: nell'agosto 2015 in un'intervista al magazine Torino Today, Madonna dichiarò che sarebbe ritornata in Italia a Torino il 19, il 21 e il 22 novembre per le uniche date italiane del suo tour. Invece, per i concerti in Canada sono stati i giornali Le Presse e Le Journal de Montréal a rivelare le date degli spettacoli, che si svolgeranno al Bell Centre. Le date dei concerti del resto del mondo sono state invece confermate sul sito ufficiale della cantante il 1º marzo 2015.
A partire dal 9 settembre Madonna iniziò a pubblicare sul suo profilo Instagram numerose foto ritraenti i migliori momenti di ogni tappa del tour, incluse immagini raffiguranti le sue performance al Bell Centre e al Madison Square Garden.
Quest'ultima esibizione, ha avuto un grande impatto sul pubblico, tanto da indurre i media a definirla come una delle più memorabili della sua carriera.

## Sinossi
Lo show è diviso in quattro atti: Samurai/Joan of Arc, Rockabilly, Gypsy Heart e Party.
Madonna entra in scena nelle vesti di una guerriera in kimono imprigionata da una gabbia dorata, calata al centro del palco sulle note del primo brano Iconic, cui segue Bitch I'm Madonna. Liberatasi del kimono, rivela le vesti succinte di una simil suora sacerdotessa, introducendo così il cambio di registro del primo atto, che al tema samurai unisce la religione, argomento da sempre al centro delle provocazioni della cantante. Madonna imbraccia così la chitarra elettrica per la sensuale hit anni 80 Burning Up, seguita da Holy Water, mixata a Vogue  e coreografata con ballerine vestite da suore intente a contorcersi attorno a croci giganti, imitando chiare mosse da lap dance. Il primo atto si conclude infine con Devil Pray.
Madonna torna sul palco con Body Shop, accompagnata dai ballerini meccanici balla davanti ad una Ford Falcon del 1965. Segue True Blue, storica hit degli anni 80 cantata acusticamente con un ukulele, dopo ben trent'anni dall'ultima esecuzione live. Dall'acustica della ballata, Madonna riaccende il ritmo con la dance elettronica di Deeper and Deeper per poi calarsi nuovamente nel ritmo lento della struggente HeartBreakCity, mixata sul finale con Love Don't Live Here Anymore, e intonata su una scala a chiocciola calata al centro del palco. Il secondo atto si chiude con una nuova versione dance della celeberrima Like a Virgin.

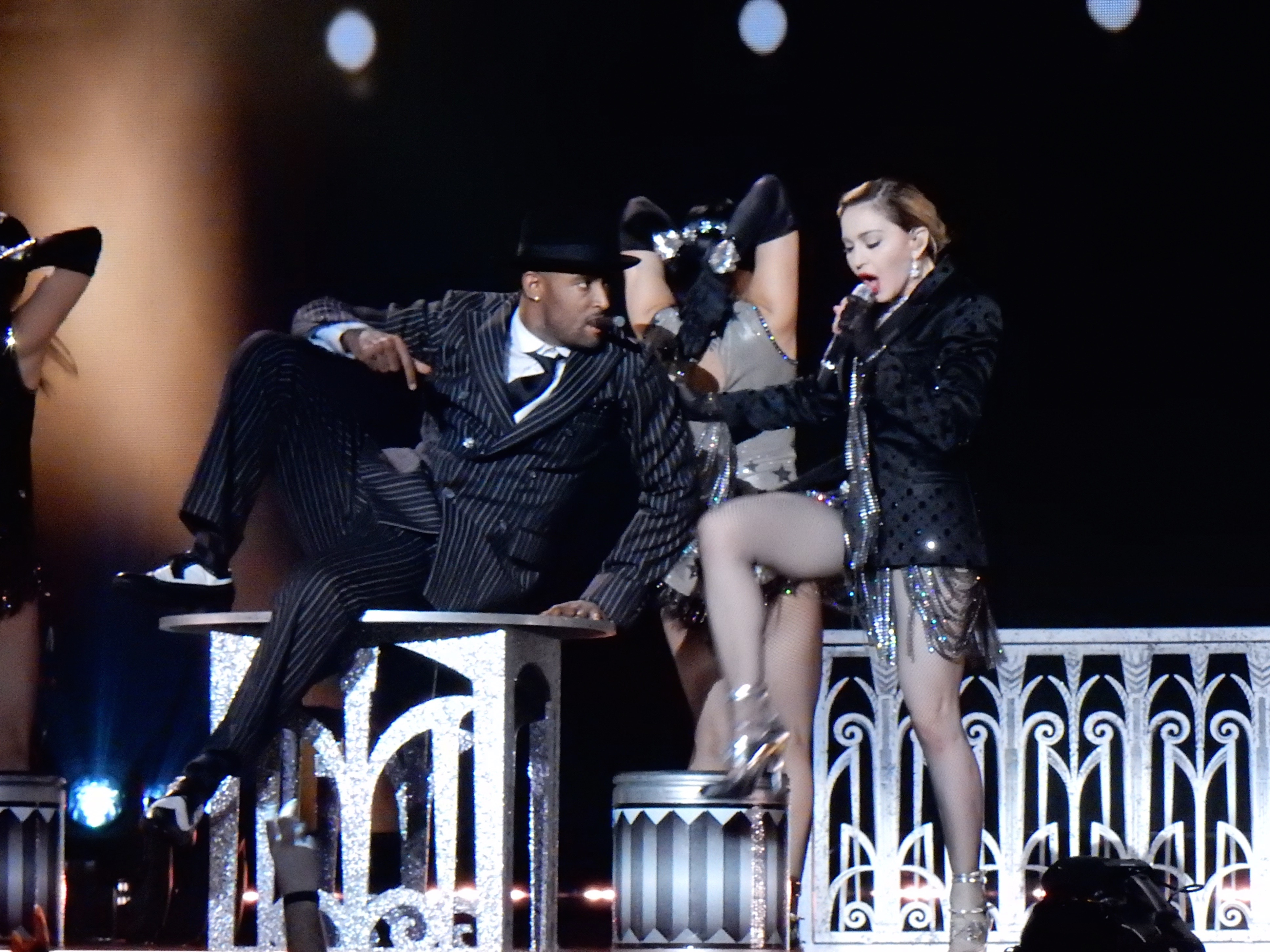
Madonna esegue Music

Madonna rientra in scena nel ruolo di Matador coperta da una cappa con strascico da regina, esegue il remix di Living for Love. Successivamente esegue La Isla Bonita in stile flamenco e sparisce sotto il palco poco prima della fine della canzone. Dopo torna sul palco con un vestito floreale ed esegue un medley di Dress You Up e Into the Groove (in alcune date, nel medley, sono presenti anche Everybody e Lucky Star).
In seguito esegue una versione acustica di Who's That Girl o di Like a Prayer o di Ghosttown, Don't Tell Me, Secret o addirittura Drowned World / Substitute for Love. Infine Rebel Heart, durante la quale vengono mostrate sullo schermo svariate fan artwork raffiguranti la cantante stessa.
Sullo schermo viene proiettato un video riguardante gli Illuminati e i ballerini iniziano ad eseguire acrobazie su alcuni pali. Madonna ritorna in scena con un vestito adornato di cristalli Swarovski eseguendo Music e Candy Shop. In seguito, indossando un velo da sposa, esegue Material Girl. 
Successivamente prende in mano una chitarra ed esegue La Vie en rose. Si esibisce poi con Unapologetic Bitch e un fan viene invitato sul palco. In seguito torna sul palco avvolta nella bandiera dello stato in cui si sta esibendo e chiude il concerto con Holiday.

## Scenografia

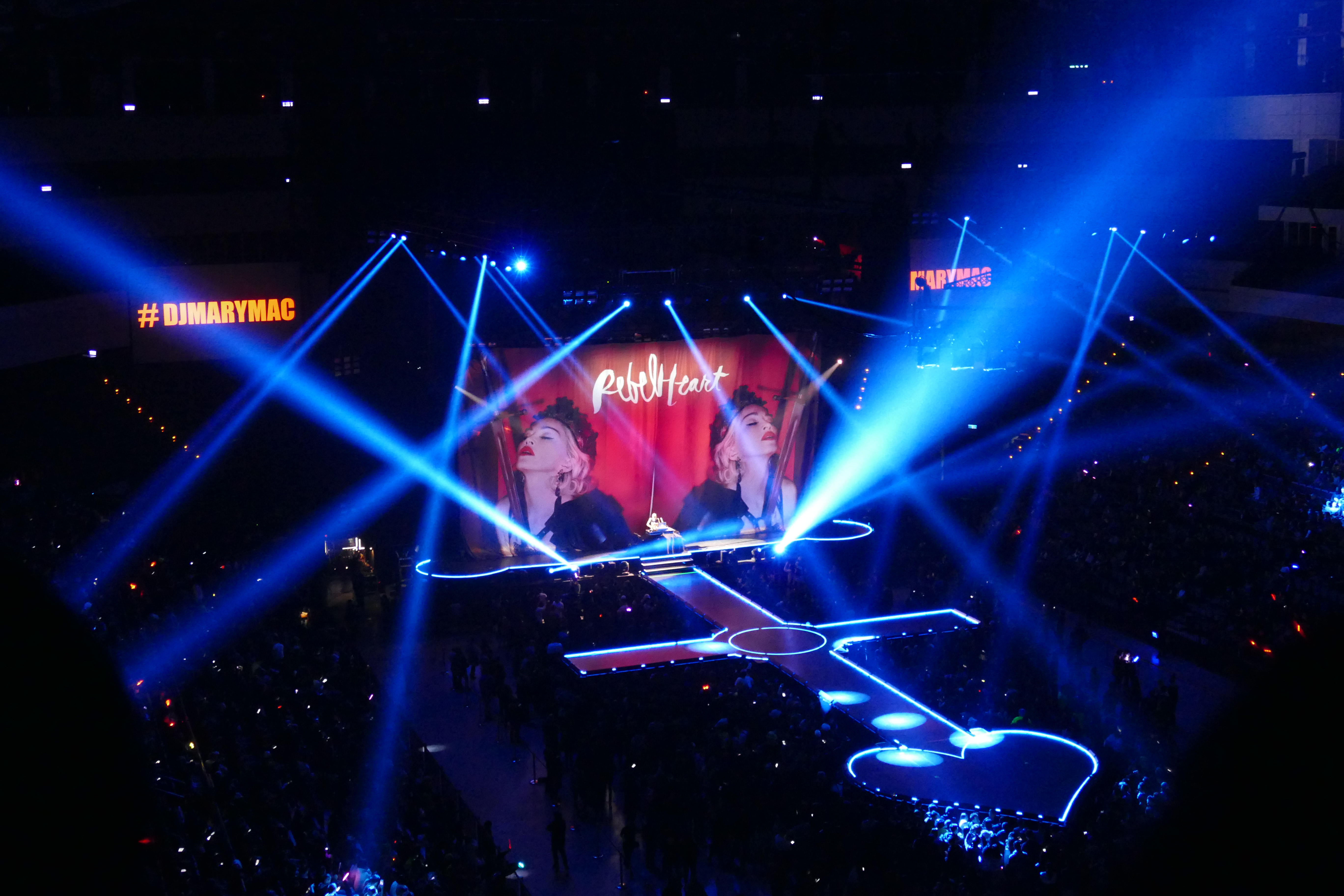
Il palco del Rebel Heart Tour durante lo spettacolo di Taipei.

Durante un'intervista rilasciata per il settimanale Rolling Stone, Madonna dichiarò di aver già iniziato a provare le coreografie del tour e a montare la scenografia del palco. Nel luglio 2015 Madonna iniziò a lavorare alla scaletta dei concerti con il suo team di produttori esecutivi, produttori e coreografi: secondo la cantante, gli spettacoli si dovevano presentare come un vero e proprio teatro, che mettesse in scena tutti i suoi più grandi successi del passato. Tuttavia, fu difficile fissare la scaletta, visto che Madonna voleva eseguire il maggior numero degli inediti di Rebel Heart, proprio come aveva fatto in passato. La cantante inoltre dichiarò:
"Per montare la scenografia e organizzare il corpo di ballo e le coreografie mi sono ispirata agli spettacoli del Cirque du Soleil e ai musical dei film 300 e Grease, che mi hanno sempre fortemente influenzata per l'organizzazione dei miei videoclip e delle tournée".

## Costumi

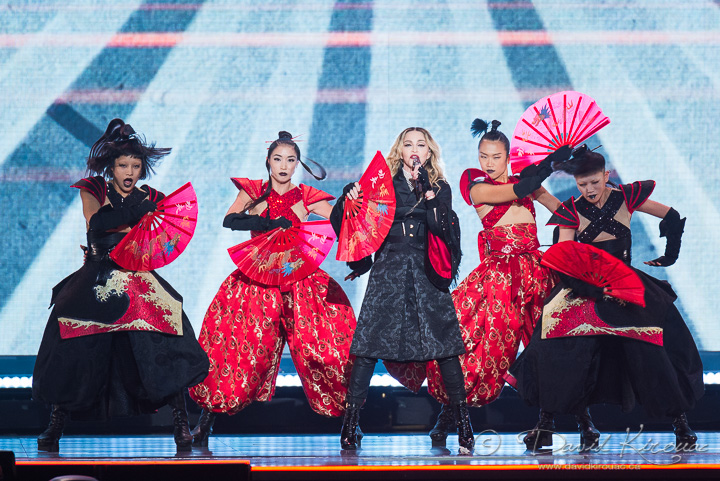
Madonna esegue Bitch I'm Madonna a Washington.

Madonna si è servita di una società sartoriale spagnola di Saragozza per la creazione di due vestiti da torero, insieme a dei mantelli rossi da matador; la società ha dovuto firmare un accordo di riservatezza sui costumi. Hanno anche dovuto modificare e regolare le icone tradizionali, sostituendo le immagini di Gesù e di Maria con quella di una grossa "M" indicante il nome di Madonna. Secondo la società, diretta dal manager Alfredo Roqueta, gli abiti sono stati creati in 12 giorni circa.
Nel mese di agosto 2015 Madonna ha contattato molti altri stilisti, designers e costumisti, appartenenti alle migliori marche di moda nel mondo, tra cui Alessandro Michele per Gucci, Jeremy Scott per Moschino Fausto Puglisi per Prada, Swarowski, Miu Miu e la costumista di lunga data Arianne Philips.
In tutto, Madonna durante i suoi concerti è stata accompagnata da 28 musicisti, ha provato otto vestiti diversi, con 10 cambi di costume, 20 ballerini, sei cantanti di fondo e quattro per la band.
Per la prima sezione della scaletta, Philips ha creato una serie di costumi che fanno riferimento alle armature usate dai samurai in Giappone. Prada si è invece occupato della seconda sezione dello spettacolo, sulla base di costumi ricordanti l'hard rock; la terza sezione è stata invece organizzata da Fausto Puglisi e Alessandro Michele, che hanno realizzato gli abiti da matador, i mantelli utilizzati nella coreografia di Living for Love e i vestiti finali ricoperti da migliaia di cristalli e diamanti firmati Swarovski.

## Successo commerciale

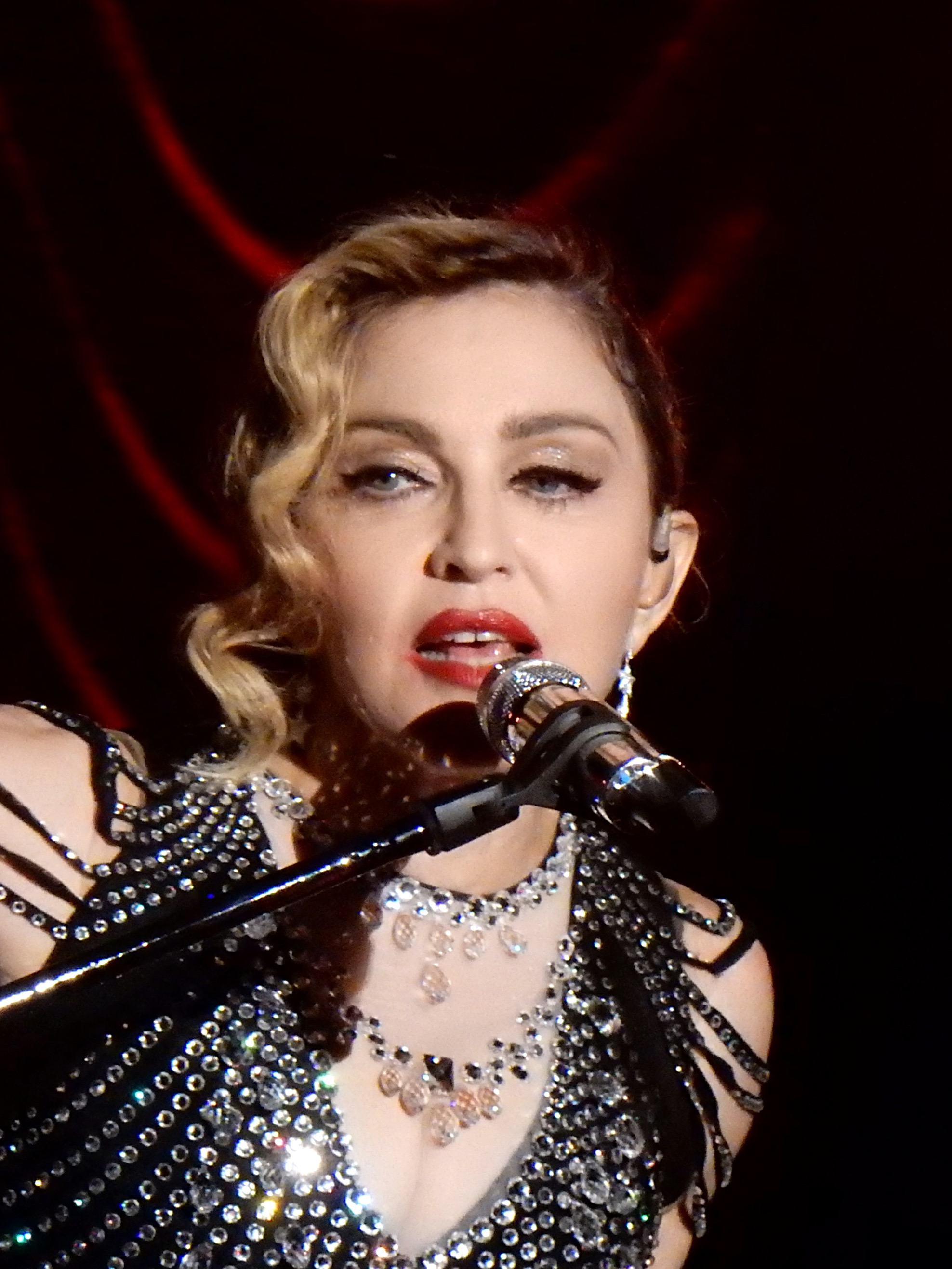
Madonna esegue La Vie en rose

Il Rebel Heart Tour è stato il secondo tour mondiale di Madonna promosso da Live Nation, con cui la cantante aveva firmato un contratto dal valore di 120 milioni di dollari
Le prevendite per gli spettacoli sono partite il 9 marzo 2015 e i biglietti nordamericani sono stati messi a disposizione in download digitale insieme alla versione deluxe dell'album; un accesso speciale è stato concesso ai membri del fan club ufficiale di Madonna, tra cui il primo accesso per l'acquisto dei biglietti e dei pass VIP. Gli spettacoli messi in scena della tournée hanno ricevuto il plauso della critica. 
La famosa rivista Forbes ha nominato il Rebel Heart Tour come il tour più costoso del 2015: il costo medio di un biglietto era di $452.33, battendo in tal modo le vendite del The 1989 World Tour di Taylor Swift, i cui biglietti avevano un costo medio di $305.21. Il tour ha sbaragliato anche diversi record: Madonna è diventata l'artista con il tour più costoso del 2015. Il concerto di Las Vegas del 24 ottobre è diventato lo spettacolo più costoso del 2015 (i biglietti per il concerto della città furono fissati per un prezzo medio di $949.21), mentre la tappa di Edmonton fu l'incasso più economico del 2015, con il prezzo medio fissato a $165.24.
I biglietti per il tour furono fissati ad un prezzo molto più alto rispetto al The MDNA Tour, rendendo così il Rebel Heart Tour il secondo tour con il prezzo più alto per biglietto nella carriera di Madonna.
Una volta aperte le vendite, i biglietti in moltissime città sono stati dichiarati sold-out dopo pochissimi minuti, con conseguente aggiunta di spettacoli supplementari nelle suddette città, soprattutto nelle tappe europee (Torino, Amsterdam, Parigi, Berlino e Praga), asiatiche (Macao, Hong Kong, Taipei e Tokyo) e nordamericane (New York, Filadelfia, Miami e Città del Messico).

### Nord America
Il tour ha avuto inizio presso il Bell Centre di Montréal il 9 settembre 2015: lì Madonna ha tenuto due concerti da tutto esaurito con un totale di più di 25.000 spettatori e un incasso di oltre $3.400.000 dollari per entrambi gli spettacoli; i biglietti per i concerti sono stati dichiarati sold out in quattro minuti e gli spettacoli sono stati aperti dal disc jockey Diplo. La seconda tappa si è tenuta il 12 settembre a Washington, mentre il 16 e il 17 settembre la serie di concerti ha toccato New York al Madison Square Garden: a questo concerto hanno assistito 28.000 persone in entrambe le serate e la performance newyorkese di Madonna ha fatto in poco tempo il giro del mondo, osannata e lodata da tutti i critici musicali, che sono arrivati a definirla come una delle esibizioni più memorabili nella carriera della cantautrice. La tappa di New York è stata aperta invece dalla cantante Amy Schumer.
L'ultima tappa della leg nordamericana si terrà invece al Valley View Casino Center di San Diego nel mese di ottobre, anche se la cantante ritornó nel continente per una breve visita di 12 spettacoli nel mese di gennaio 2016.

### Europa
La leg europea si è aperta con il doppio concerto a Colonia,  rispettivamente il 4 e il 5 novembre 2015 alla Lanxess Arena: le due serate hanno entrambe registrato il tutto esaurito. Hanno seguito poi anche i doppi concerti a Praga e Berlino, mentre ha fatto scalpore l'esibizione di Madonna il 14 novembre alla Tele2 Arena di Stoccolma: infatti la cantante, durante l'esecuzione di Like A Prayer, è scoppiata a piangere in seguito alla strage degli attentati terroristici di Parigi avvenuti il giorno prima e che hanno causato la morte di 132 persone. Prima di riprendere il concerto, Madonna ha tenuto un discorso:
"Ho pensato di cancellare lo show, ma poi mi sono detta perché farlo, perché permettere a queste persone di fermare me, di fermare tutti noi, perché è esattamente questo che quelle persone vogliono fare: vogliono metterci a tacere e noi non lo permetteremo; se vogliamo divertirci, ci divertiremo, nessuno può impedirci di fare quello che amiamo".
All'evento hanno partecipato 39.388 persone, cifra corrispondente alla quasi capacità massima dello stadio svedese.
Il 19 novembre il tour è sbarcato in Italia, al Pala Alpitour. Per il concerto sono state triplicate le misure di sicurezza e l'ingresso degli spettatori è stato rigidamente controllato da polizia, carabinieri e vigili, tanto da aver prolungato di alcune ore rispetto al previsto i tempi di ingresso.

## Critica

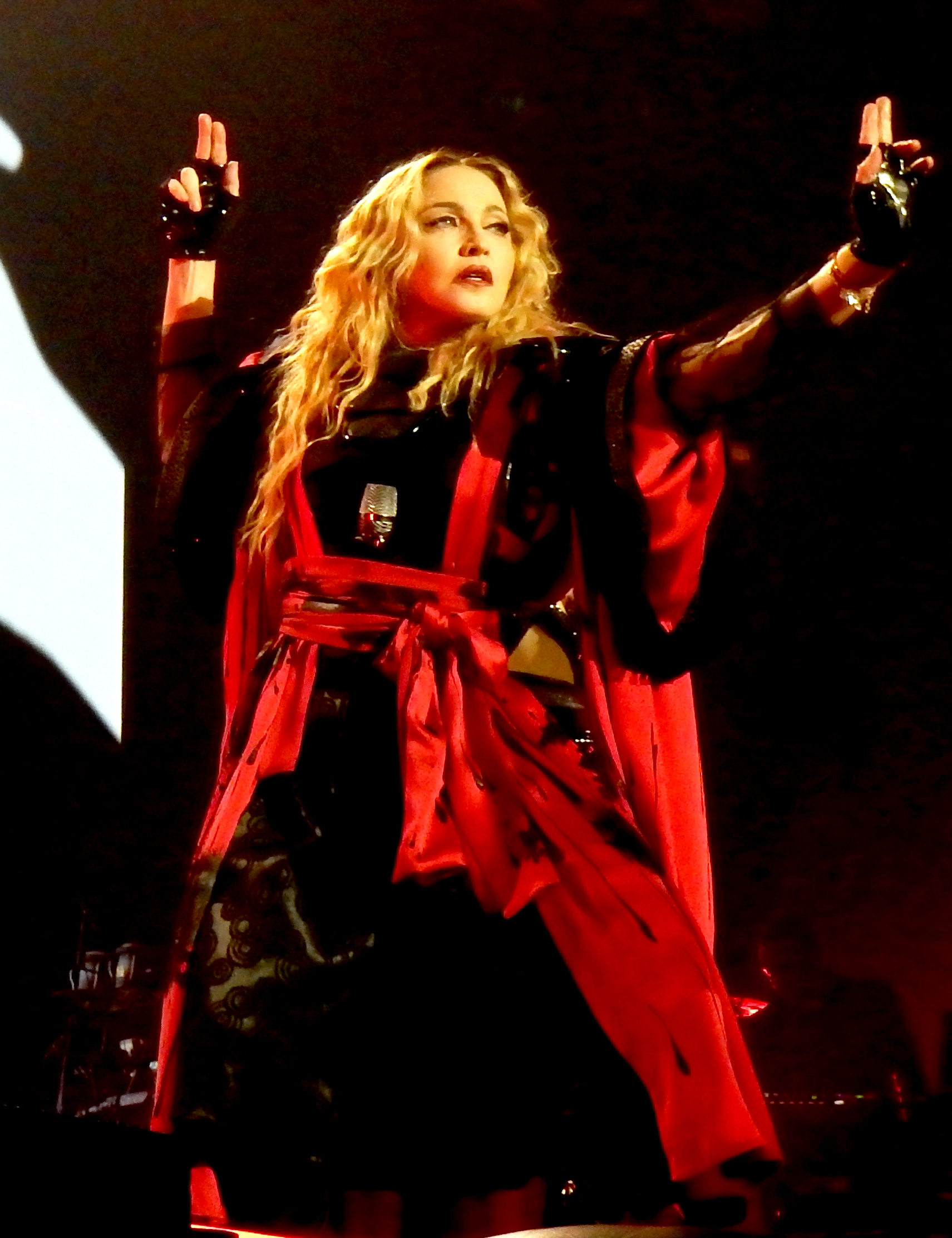
Madonna in concerto a Colonia.

Il tour è stato accolto da un incredibile plauso dalla critica. Jim Farber, scrivendo per il Daily News, ha osservato che l'aspetto più impressionante del tour non era tanto l'immaginario provocatorio e le prestazioni vocali della cantante, ma il fatto che "Madonna riusciva a malapena a smettere di ridere. Questo ha confermato che rimane tuttora la regina del pop mondiale, ed è riuscita ancora una volta a confermare il suo essere trasgressivo, ribelle, ma anche sensuale e imbattibile per quanto riguarda le sue performance. È riuscita a tenere in piedi una carriera trentennale fantastica, senza precedenti e che non ha mai fallito". Chris Kelly del Washington Post ha dichiarato che "Madonna è riuscita a rimanere fedele alla sua immagine di donna trasgressiva e audace come non mai".
L'esibizione di Madonna al Madison Square Garden è stata elogiata e osannata da tutti i media e dai tabloid, riscuotendo un grosso impatto sul pubblico. Alex Needham di The Guardian ha dato alla performance un voto di 5 stelle, aggiungendo: "Madonna stasera ha davvero infiammato New York. Ha affermato ancora una volta di non avere eguali". Anche la recensione stilata da Rob Sheffield per Rolling Stone ha elogiato la popstar per "la sua spontaneità e la stravaganza che porta sul palco ogni volta, facendoci dimenticare la sua vera età".
La rivista Billboard ha dato al concerto un voto di 4 stelle, notando che "il suo spirito creativo ha raggiunto il suo massimo splendore"; anche il New York Times ha detto la sua, dichiarando di essere rimasto colpito dall'"imponente scenografia e dal corpo di ballo perfetto".
In Europa il tour viene elogiato da innumerevoli articoli, tra cui quello de la Repubblica che recensisce positivamente la prima data europea di Praga: "quello di Madonna non è un concerto ma un musical di Broadway, una girandola di emozioni e provocazioni" e ancora "Una dieci, mille volte Madonna, sempre diversa, chioma botticelliana forse fuori tempo massimo, celebra se stessa, un'icona pop. Lo spettacolo è una vertigine di suoni e colori".

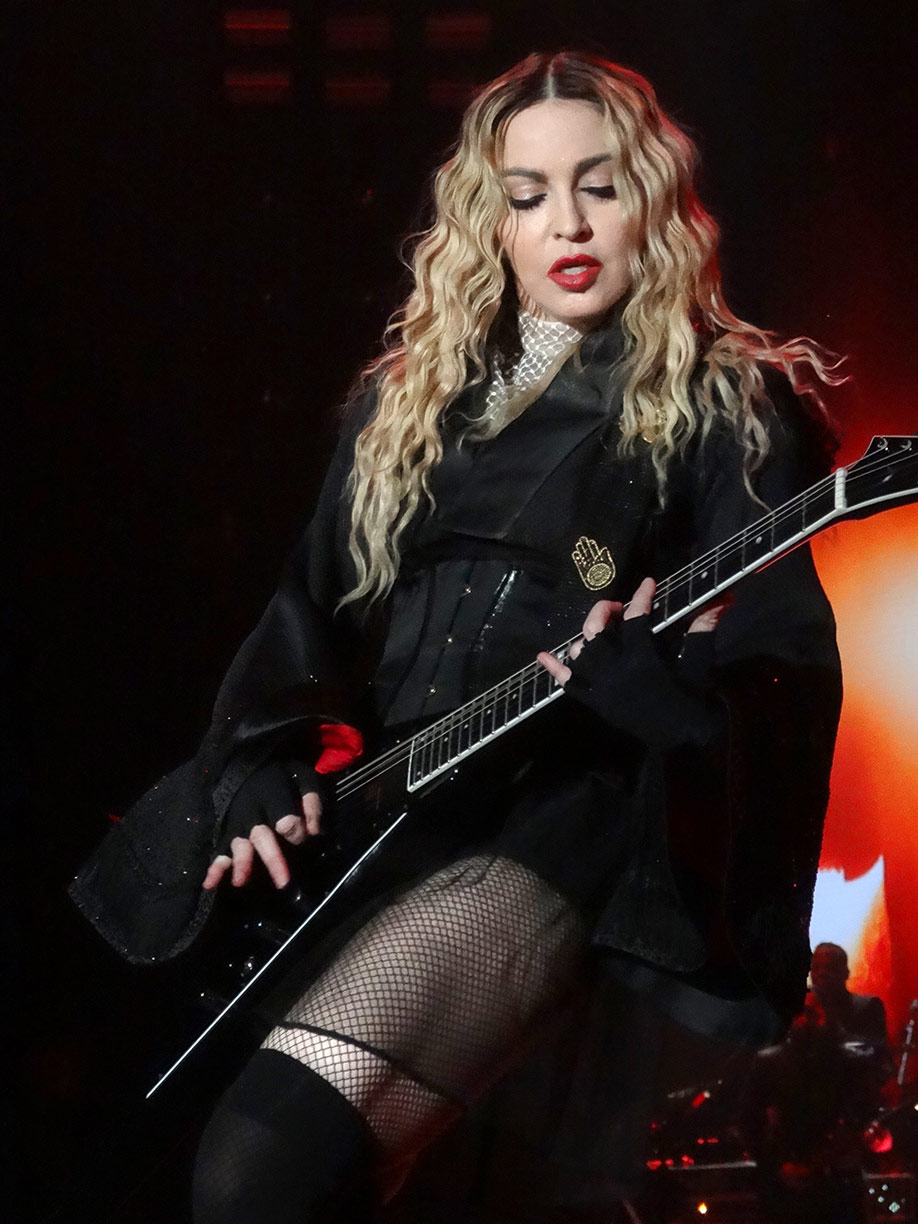
Madonna in concerto ad Anversa.

The Times recensì i concerti di Londra dando allo spettacolo 5 stelle su 5 e scrivendo: "Madonna passa e torna di moda, ma una costante non tramonta mai: la sua tenacia... Di ritorno alla O2 per un concerto che dimostra che un brutto quarto d'ora è quello che ci vuole per rinvigorire la Regina del Pop". The Daily Telegraph descrisse i fan in visibilio quando Madonna toglieva il copricapo durante "Living for Love", in riferimento alla sua caduta ai Brit Awards lo stesso anno, e definì il concerto "un riuscito mix tecnologico e multimediale di luci e suoni, con scenografie straordinarie con tanto di boia medievali in stile fantasy, geishe che fanno arti marziali, suore che ballano pole dance e scene di sesso simulato". The Guardian scrisse che "Iconic" era "la perfetta canzone d'apertura", aggiungendo come "molte delle sue hit storiche risorgono in nuovi arrangiamenti... ma il momento clou della serata è quando Madonna canta una versione fresca ma fedele di Deeper and Deeper. NME scrisse come le "troppe" canzoni di Rebel Heart "avrebbero potuto rivelarsi un rischio", ma sul palco lei si dà da fare regalando più emozioni delle sue concorrenti più giovani. 'Nessuno ammazza la regina', e come darle torto. La BBC definì Madonna "abbastanza carismatica da avere in pugno l'intera arena, e i momenti migliori del concerto sono quelli in cui lei è sola sul palco".
Il South China Morning Post descrisse lo show come "meticolosamente coreografato" aggiungendo come Hong Kong finalmente ha visto la luce di Madonna, ma è stato troppo divertente perché possa limitarsi all'avventura di una notte. Recensendo il concerto di Bangkok AsiaOne scrisse: Mostrando appena i segni dell'età, Madonna ci ha regalato quello che è stato senza dubbio uno dei concerti più sensazionali che Bangkok abbia mai avuto l'onore di ospitare. Si è fatta notare come ballerina, cantante e intrattenitrice a tutto tondo. Il Manila Bulletin notò come l'atteggiamento strafottente di Madonna fosse in bella mostra alla Mall of Asia Arena, ma che la folla aveva reagito positivamente.

## Scaletta
I atto - Joan of Arc/Samurai
Revolution (Video introduzione; contiene elementi di Iconic)
1. Iconic
2. Bitch I'm Madonna
3. Burning Up
4. Holy Water / Vogue
5. Devil Pray

Messiah (interludio ballato)
II atto - Rockabilly Meets Tokyo
1. Body Shop
2. True Blue
3. Deeper and Deeper
4. HeartBreakCity (contiene elementi di Love Don't Live Here Anymore)
5. Like a Virgin (contiene elementi di Heartbeat e di Erotica)

S.E.X. (video interludio, contiene elementi di Justify My Love)
III atto - Latin/Gypsy
1. Living For Love (Offer Nissim Living For Drama Mix)
2. La Isla Bonita
3. Dress You Up / Into the Groove
4. Versione acustica di una canzone scelta dalla cantante
5. Rebel Heart

IV atto - Party/Flapper
Illuminati (video interludio, contiene elementi di Iconic)
1. Music (contiene elementi di Give It 2 Me)
2. Candy Shop (contiene elementi di Music)
3. Material Girl
4. La Vie en Rose
5. Unapologetic Bitch
6. Holiday

### Variazioni della scaletta
- Ghosttown è stata aggiunta alla scaletta di numerosi concerti a partire dalla tappa di Brooklyn.
- Durante alcuni spettacoli Madonna ha escluso Ghosttown per eseguire Who's That Girl o viceversa.
- Nella tappa di Detroit e in quella di San Jose è stata eseguita Frozen.
- Nella tappa di Londra è stata eseguita Drowned World/Substitute for Love.
- Nella tappe di Vancouver, Portland e Los Angeles è stata eseguita Secret al posto di Who's That Girl.
- Nella tappa di Los Angeles è stata eseguita Like a Prayer[40].
- Nella prima tappa di Torino è stata eseguita Don't Tell Me dopo Who's That Girl, nella seconda tappa Secret e Ghosttown hanno sostituito Who's That Girl e nella terza tappa è stata eseguita Like a Prayer.
- Nella tappa di Houston, Madonna ha cantato una cover di Rebel Rebel in omaggio a David Bowie.
- Madonna ha cantato Take a Bow in entrambi i concerti di Taipei. Il brano non veniva interpretato sul palco dalla popstar da circa vent'anni.
- Nella tappa di Miami, Madonna ha cantato Don't Cry For Me, Argentina.
- Nella seconda tappa a Manila, la cantante ha eseguito Crazy for You.
- Nelle date di Brisbane e Sydney, Madonna ha eseguito una breve versione di Hanky Panky.
- In alcune date del tour al medley tra Dress You Up e Into the Groove vengono aggiunte anche Everybody e Lucky Star.
- Nelle date giapponesi del tour nella sezione delle canzoni acustiche fu cantata Hung Up

## Artisti d'apertura
La seguente lista rappresenta il numero correlato agli artisti d'apertura nella tabella delle date del tour.
- Diplo = 1
- Sleepy Tom = 2
- Amy Schumer = 3
- BloodPop = 4
- Kaytranada= 5
- Lunice = 6
- Mary Mac = 7
- Rejjie Snow = 8
- Idris Elba = 9

## Date
| Data              | Città             | Stato         | Luogo                         | Artisti d'apertura | Pubblico                     | Incasso      |
| Nord America      | Nord America      | Nord America  | Nord America                  | Nord America       | Nord America                 | Nord America |
| ----------------- | ----------------- | ------------- | ----------------------------- | ------------------ | ---------------------------- | ------------ |
| 9 settembre 2015  | Montréal          | Canada        | Centre Bell                   | 1                  | 26.468 / 26.468              | $3.420.984   |
| 10 settembre 2015 | Montréal          | Canada        | Centre Bell                   | 1                  | 26.468 / 26.468              | $3.420.984   |
| 12 settembre 2015 | Washington        | Stati Uniti   | Verizon Center                | 2                  | 13.271 / 13.271              | $2.014.706   |
| 16 settembre 2015 | New York          | Stati Uniti   | Madison Square Garden         | 3                  | 28.371 / 28.371              | $5.230.985   |
| 17 settembre 2015 | New York          | Stati Uniti   | Madison Square Garden         | 3                  | 28.371 / 28.371              | $5.230.985   |
| 19 settembre 2015 | New York          | Stati Uniti   | Barclays Center               | 3                  | 14.258 / 14.258              | $2.789.910   |
| 21 settembre 2015 | Québec            | Canada        | Videotron Centre              | 2                  | 13.051 / 13.051              | $1.078.608   |
| 24 settembre 2015 | Filadelfia        | Stati Uniti   | Wells Fargo Center            | 4                  | 10.544 / 10.544              | $1.434.010   |
| 26 settembre 2015 | Boston            | Stati Uniti   | TD Garden                     | 4                  | 12.780 / 12.780              | $1.941.750   |
| 28 settembre 2015 | Chicago           | Stati Uniti   | United Center                 | 4                  | 14.026 / 14.026              | $2.522.365   |
| 1º ottobre 2015   | Detroit           | Stati Uniti   | Joe Louis Arena               | 5                  | 12.582 / 12.582              | $1.206.431   |
| 3 ottobre 2015    | Atlantic City     | Stati Uniti   | Boardwalk Hall                | 4                  | 9.498 / 9.498                | $1.522.061   |
| 5 ottobre 2015    | Toronto           | Canada        | Air Canada Centre             | 4                  | 26.603 / 26.603              | $3.416.646   |
| 6 ottobre 2015    | Toronto           | Canada        | Air Canada Centre             | 4                  | 26.603 / 26.603              | $3.416.646   |
| 8 ottobre 2015    | Saint Paul        | Stati Uniti   | Xcel Energy Center            | 4                  | 11.449 / 11.449              | $1.190.535   |
| 11 ottobre 2015   | Edmonton          | Canada        | Rexall Place                  | 6                  | 26.093 / 26.093              | $3.310.026   |
| 12 ottobre 2015   | Edmonton          | Canada        | Rexall Place                  | 6                  | 26.093 / 26.093              | $3.310.026   |
| 14 ottobre 2015   | Vancouver         | Canada        | Rogers Arena                  | 5                  | 12.153 / 12.153              | $1.227.073   |
| 17 ottobre 2015   | Portland          | Stati Uniti   | Moda Center                   | 4                  | 13.625 / 13.625              | $2.004.420   |
| 19 ottobre 2015   | San Jose          | Stati Uniti   | SAP Center                    | 4                  | 12.862 / 12.862              | $2.298.815   |
| 22 ottobre 2015   | Glendale          | Stati Uniti   | Gila River Arena              | 4                  | 10.393 / 10.393              | $1.307.510   |
| 24 ottobre 2015   | Las Vegas         | Stati Uniti   | MGM Grand Garden Arena        | 6                  | 12.787 / 12.787              | $3.524.113   |
| 27 ottobre 2015   | Inglewood         | Stati Uniti   | The Forum                     | 4                  | 13.207 / 13.207              | $2.852.095   |
| 29 ottobre 2015   | San Diego         | Stati Uniti   | Valley View Casino Center     | 4                  | 10.574 / 10.574              | $1.606.935   |
| Europa            |                   |               |                               |                    |                              |              |
| 4 novembre 2015   | Colonia           | Germania      | Lanxess Arena                 | 7                  | 25.952 / 25.952              | $2.748.071   |
| 5 novembre 2015   | Colonia           | Germania      | Lanxess Arena                 | 7                  | 25.952 / 25.952              | $2.748.071   |
| 7 novembre 2015   | Praga             | Rep. Ceca     | O2 Arena                      | 8                  | 33.408 / 33.408              | $3.001.142   |
| 8 novembre 2015   | Praga             | Rep. Ceca     | O2 Arena                      | 8                  | 33.408 / 33.408              | $3.001.142   |
| 10 novembre 2015  | Berlino           | Germania      | Mercedes-Benz Arena           | 9                  | 23.588 / 23.588              | $2.638.597   |
| 11 novembre 2015  | Berlino           | Germania      | Mercedes-Benz Arena           | 7                  | 23.588 / 23.588              | $2.638.597   |
| 14 novembre 2015  | Stoccolma         | Svezia        | Tele2 Arena                   | 7                  | 39.388 / 39.388              | $3.482.634   |
| 16 novembre 2015  | Herning           | Danimarca     | Jyske Bank Boxen              | 7                  | 12.263 / 12.263              | $1.000.551   |
| 19 novembre 2015  | Torino            | Italia        | Pala Alpitour                 | 7                  | 34.752 / 34.752              | $3.694.172   |
| 21 novembre 2015  | Torino            | Italia        | Pala Alpitour                 | 7                  | 34.752 / 34.752              | $3.694.172   |
| 22 novembre 2015  | Torino            | Italia        | Pala Alpitour                 | 7                  | 34.752 / 34.752              | $3.694.172   |
| 24 novembre 2015  | Barcellona        | Spagna        | Palau Sant Jordi              | 6                  | 28.104 / 28.104              | $2.312.846   |
| 25 novembre 2015  | Barcellona        | Spagna        | Palau Sant Jordi              | 6                  | 28.104 / 28.104              | $2.312.846   |
| 28 novembre 2015  | Anversa           | Belgio        | Sportpaleis                   | 6                  | 19.315 / 19.315              | $2.135.032   |
| 29 novembre 2015  | Mannheim          | Germania      | SAP Arena                     | 6                  | 10.883 / 10.883              | $1.213.890   |
| 1º dicembre 2015  | Londra            | Regno Unito   | The O2 Arena                  | 9                  | 28.670 / 28.670              | $4.681.403   |
| 2 dicembre 2015   | Londra            | Regno Unito   | The O2 Arena                  | 7                  | 28.670 / 28.670              | $4.681.403   |
| 5 dicembre 2015   | Amsterdam         | Paesi Bassi   | Ziggo Dome                    | 6                  | 30.023 / 30.023              | $3.559.122   |
| 6 dicembre 2015   | Amsterdam         | Paesi Bassi   | Ziggo Dome                    | 6                  | 30.023 / 30.023              | $3.559.122   |
| 9 dicembre 2015   | Parigi            | Francia       | AccorHotels Arena             | 6                  | 30.817 / 30.817              | $3.868.967   |
| 10 dicembre 2015  | Parigi            | Francia       | AccorHotels Arena             | 6                  | 30.817 / 30.817              | $3.868.967   |
| 12 dicembre 2015  | Zurigo            | Svizzera      | Hallenstadion                 | 6                  | 11.306 / 11.306              | $1.773.189   |
| 14 dicembre 2015  | Manchester        | Regno Unito   | Manchester Arena              | 7                  | 14.177 / 14.177              | $2.342.186   |
| 16 dicembre 2015  | Birmingham        | Regno Unito   | Barclaycard Arena             | 7                  | 12.119 / 12.119              | $1.863.342   |
| 20 dicembre 2015  | Glasgow           | Regno Unito   | The SSE Hydro                 | 7                  | 9.665 / 9.665                | $1.574.416   |
| Nord America      |                   |               |                               |                    |                              |              |
| 6 gennaio 2016    | Città del Messico | Messico       | Palacio de los Deportes       | 6                  | 31.696 / 31.696              | $4.537.609   |
| 7 gennaio 2016    | Città del Messico | Messico       | Palacio de los Deportes       | 6                  | 31.696 / 31.696              | $4.537.609   |
| 10 gennaio 2016   | San Antonio       | Stati Uniti   | AT&T Center                   | 7                  | 14.543 / 14.543              | $1.915.670   |
| 12 gennaio 2016   | Houston           | Stati Uniti   | Toyota Center                 | 7                  | 11.604 / 11.604              | $1.671.630   |
| 14 gennaio 2016   | Tulsa             | Stati Uniti   | BOK Center                    | 7                  | 10.891 / 10.891              | $1.559.410   |
| 16 gennaio 2016   | Louisville        | Stati Uniti   | KFC Yum! Center               | 7                  | 14.558 / 14.558              | $1.856.200   |
| 18 gennaio 2016   | Nashville         | Stati Uniti   | Bridgestone Arena             | 7                  | 11.569 / 11.569              | $1.430.485   |
| 20 gennaio 2016   | Atlanta           | Stati Uniti   | Philips Arena                 | 6                  | 10.609 / 10.609              | $1.500.635   |
| 23 gennaio 2016   | Miami             | Stati Uniti   | American Airlines Arena       | 6                  | 26.468 / 26.468              | $2.555.425   |
| 24 gennaio 2016   | Miami             | Stati Uniti   | American Airlines Arena       | 6                  | 26.468 / 26.468              | $2.555.425   |
| Centro America    |                   |               |                               |                    |                              |              |
| 27 gennaio 2016   | San Juan          | Porto Rico    | Coliseo de Puerto Rico        | 6                  | 18.539 / 18.539              | $2.352.219   |
| 28 gennaio 2016   | San Juan          | Porto Rico    | Coliseo de Puerto Rico        | 6                  | 18.539 / 18.539              | $2.352.219   |
| Asia              |                   |               |                               |                    |                              |              |
| 4 febbraio 2016   | Taipei            | Taiwan        | Taipei Arena                  | 7                  | 22.554 / 22.554              | $6.578.042   |
| 6 febbraio 2016   | Taipei            | Taiwan        | Taipei Arena                  | 7                  | 22.554 / 22.554              | $6.578.042   |
| 9 febbraio 2016   | Bangkok           | Thailandia    | IMPACT Arena                  | 7                  | 19.930 / 19.930              | $4.584.740   |
| 10 febbraio 2016  | Bangkok           | Thailandia    | IMPACT Arena                  | 7                  | 19.930 / 19.930              | $4.584.740   |
| 13 febbraio 2016  | Saitama           | Giappone      | Saitama Super Arena           | 7                  | 37.706 / 37.706              | $9.609.418   |
| 14 febbraio 2016  | Saitama           | Giappone      | Saitama Super Arena           | 7                  | 37.706 / 37.706              | $9.609.418   |
| 17 febbraio 2016  | Hong Kong         | Hong Kong     | AsiaWorld–Arena               | 7                  | 21.808 / 21.808              | $4.907.134   |
| 18 febbraio 2016  | Hong Kong         | Hong Kong     | AsiaWorld–Arena               | 7                  | 21.808 / 21.808              | $4.907.134   |
| 20 febbraio 2016  | Macao             | Macao         | Studio City Event Center      | 7                  | 7.446 / 7.446                | $8.265.771   |
| 21 febbraio 2016  | Macao             | Macao         | Studio City Event Center      | 7                  | 7.446 / 7.446                | $8.265.771   |
| 24 febbraio 2016  | Manila            | Filippine     | Mall of Asia Arena            | 7                  | 15.710 / 15.710              | $4.956.105   |
| 25 febbraio 2016  | Manila            | Filippine     | Mall of Asia Arena            | 7                  | 15.710 / 15.710              | $4.956.105   |
| 28 febbraio 2016  | Singapore         | Singapore     | Stadio Nazionale di Singapore | N.D.               | 19.123 / 19.123              | $6.093.229   |
| Oceania           |                   |               |                               |                    |                              |              |
| 5 marzo 2016      | Auckland          | Nuova Zelanda | Vector Arena                  | 7                  | 17.386 / 17.386              | $3.593.978   |
| 6 marzo 2016      | Auckland          | Nuova Zelanda | Vector Arena                  | 7                  | 17.386 / 17.386              | $3.593.978   |
| 12 marzo 2016     | Melbourne         | Australia     | Rod Laver Arena               | 7                  | 23.768 / 23.768              | $5.482.518   |
| 13 marzo 2016     | Melbourne         | Australia     | Rod Laver Arena               | 7                  | 23.768 / 23.768              | $5.482.518   |
| 16 marzo 2016     | Brisbane          | Australia     | Brisbane Entertainment Centre | 7                  | 13.886 / 13.866              | $2.332.579   |
| 17 marzo 2016     | Brisbane          | Australia     | Brisbane Entertainment Centre | 7                  | 13.886 / 13.866              | $2.332.579   |
| 19 marzo 2016     | Sydney            | Australia     | Allphones Arena               | 7                  | 26.370 / 26.370              | $6.052.001   |
| 20 marzo 2016     | Sydney            | Australia     | Allphones Arena               | 7                  | 26.370 / 26.370              | $6.052.001   |
| Totale            | Totale            | Totale        | Totale                        | Totale             | 1.045.479 / 1.045.479 (100%) | $169.804.336 |

## I numeri
193 giorni di durata del tour (dal 9 settembre 2015 al 20 marzo 2016)
82 rappresentazioni dello spettacolo
55 città toccate dal tour in 5 continenti (Nord America e Canada, Centro America, Europa, Asia, Oceania)
118 minuti di durata dello show
21 brani eseguiti durante lo show
2 coriste e 19 ballerini sul palco insieme a Madonna
1.045.479 spettatori
169.804.336 dollari incassati